# Paronychia herniarioides
Paronychia herniarioides là loài thực vật có hoa thuộc họ Cẩm chướng. Loài này được (Michx.) Nutt. mô tả khoa học đầu tiên năm 1818.